# Gotham (Schriftart)
Die Schriftart Gotham wurde von Tobias Frere-Jones im Jahre 2000 entworfen. Auf den ersten Blick erinnert die Gotham an klassische Groteskschriftarten aus dem deutschsprachigen Raum und an die Avenir. So ist die Schrift durch die Futura und die Akzidenz-Grotesk beeinflusst. Bekannt wurde die Schriftart im Zuge der Präsidentschaftswahl in den Vereinigten Staaten 2008. Dort wurde die Schriftart für den Wahlkampf von Barack Obama verwendet. In der Folge wurde die Schriftart insbesondere im englischsprachigen Raum vielfach genutzt. Bei der Wahl der 100 besten Schriften des FontShops landete die Schriftart auf Platz 41. Die Schrift eignet sich insbesondere für Überschriften. Aufgrund der Breite ihrer Buchstaben wird die Schrift ungern als Textschrift verwendet.
Im deutschsprachigen Raum war der Erfolg der Schrift wesentlich geringer. So verwendete keine Partei im deutschen Sprachraum die Schrift für die politische Kommunikation und auch beim Redesign des Sterns fiel die Entscheidung gegen die Gotham und für die Schriftart Metric. Verwendung findet die Schrift für die Kampagnen des Fernsehsenders VOX.

## Klassifikation der Schrift
- Hans Peter Willberg würde sie in seiner Klassifikationsmatrix als statische Grotesk einordnen

## Verwendung der Schrift (Beispiele)

Beispiele für die Verwendung der Gotham
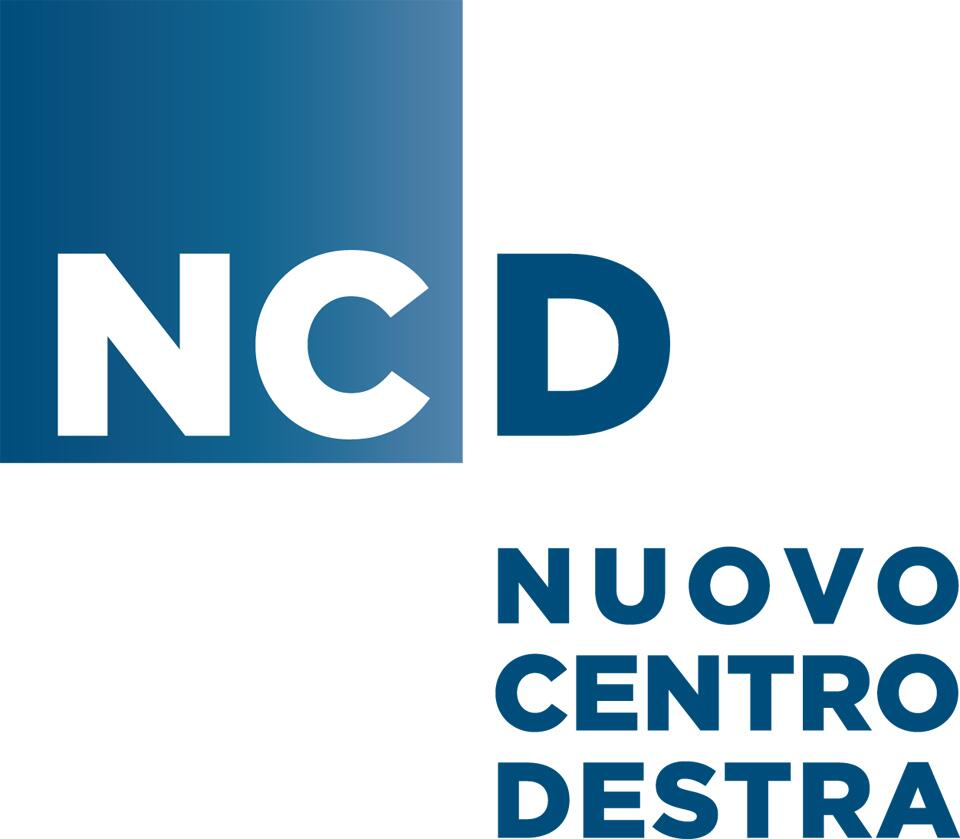
Logo der italienischen Partei Nuovo Centrodestra, die von ehemaligen Anhängern Silvio Berlusconis gegründet wurde.
Logo des ORF eins
Logo der türkischen Fluglinie Turkish Airlines
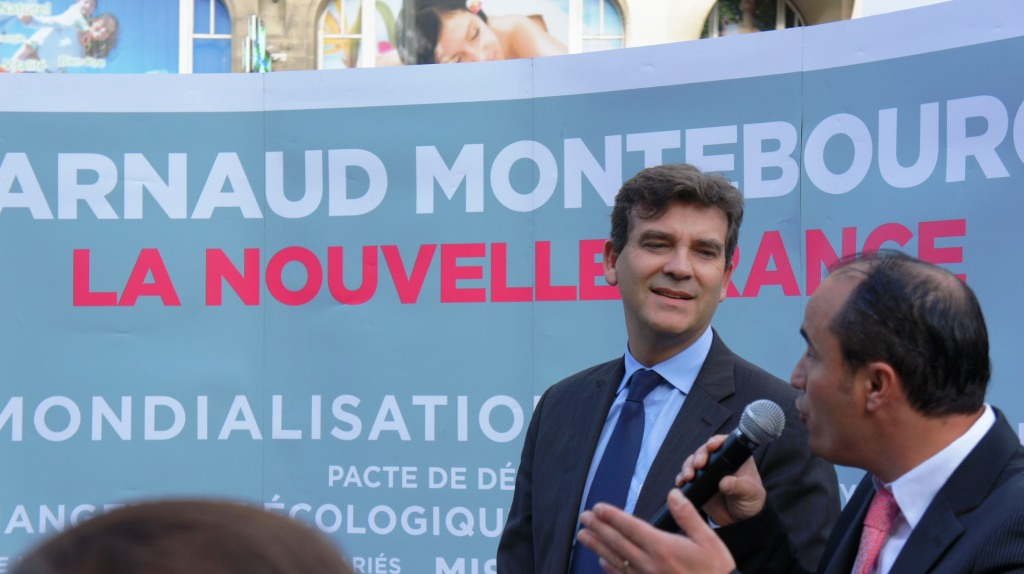
Arnaud Montebourg verwendete für seine Kandidatur bei der Parti socialiste die Gotham im Jahr 2012.
Slogan für Barack Obama „Change“ (Wandel bzw. Wechsel)
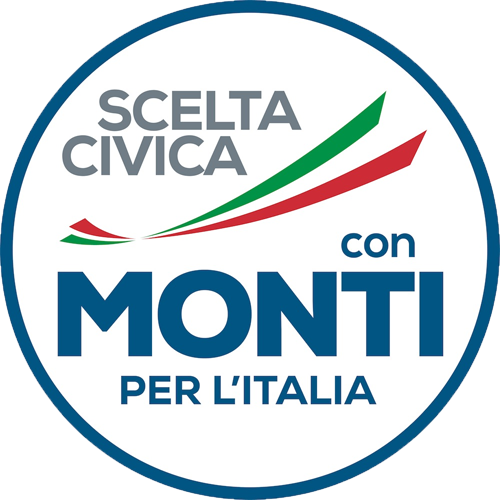
Logo der italienischen Partei Scelta Civica. Mario Monti war bei den Parlamentswahlen in Italien 2013 Spitzenkandidat der Partei.
Logo der spanischen Podemos Bewegung
Logo der TV-Sendung Gottschalk Live
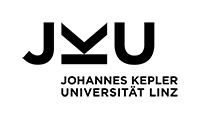
Logo der Universität Linz

## Verschiedenes
Die Schrift spielt im Roman The Scarpetta Factor von Patricia Cornwell eine entscheidende Rolle.